# Дуванска индустрија Бујановац
Дуванска индустрија Бујановац је фабрика за израду дуванске фолије. Изграђена је у Бујановцу 1977. године, а са радом је почела 25. маја 1978. године.

## Историјат
Производња дувана на продручју Бујановца почела је крајем 18. и почетком 19. века. У почетку је гајен дуван зван „Говеђи језик”, а производња поприма веће размере од краја 19. века до 1912. године за време турске управе. Организована производња дувана почела је 1912. године, али потпуни развој почиње након Првог светског рата. Такав развој догађаја условио је потребу да се 1936. и 1937. године изгради први магацин у Бујановцу за откуп, сређивање и сезонску фрегментацију дувана. Током 1937. године забележен је откуп у количини од 300 вагона.
Након Другог светског рата дуван наставља да игра важну улогу у привреди овог краја. Он заузима 6,29% укупне обрадиве површине. Производња од 1950. до 1970. године осцилира. Максимална производња остварена је 1964. године у количини од 1811 тона, а најмања 1961. године и то свега 81 тома. На домаће тржиште слато је 60%, а остало је био извоз. Број радника је такође био променљив. Највиши је био у периоду од 1950. до 1955. године када је било запошљено 350 радника, а најмање од 1970. до 1977. године до 147 радника. Тип цигарета који се производио називао се "Јака", а било је делимичног успеха у производњи и других сорти.
Почетком 20. века произвођаћи дувана и цигарета у Југославији добили су још један производ. То је била дуванска фолија која постаје обавезан састојак скоро сваке рецептуре у производњи цигарета. Фабрика фолије у Бујановцу је са производњом почела 25. маја 1978. године. Пројектовала је италијанска фирма „Комас” из Тревиза, а по технологији „Боргвалта” из Немачке.
Највећа производња фолије од 2633 тоне постигнута је 1991. године, а најмања је била у првој години, 439 тона. Просечан број радника предузећа је око 60 радника.